# Wilhelm Bock (Politiker, 1886)
 Wilhelm Bock (* 30. April 1886 in Hamburg; † 21. August 1940 im KZ Sachsenhausen) war ein deutscher Politiker (SPD) und Widerstandskämpfer gegen das NS-Regime.

## Leben
Wilhelm Bock wurde im Hamburger Arbeiterviertel Hammerbrook geboren und wuchs überwiegend elternlos bei Freunden der Familie auf. Nach Abschluss der Schule und einer kaufmännischen Lehre bei einer Exportfirma war er einige Jahre in Afrika tätig. Aufgrund der dortigen Erfahrungen trat er 1911 in die SPD ein und nahm am Ersten Weltkrieg teil.
Nach dem Ersten Weltkrieg machte er sich selbständig und wurde politisch in der SPD in Eppendorf u. a. als Distriktsführer aktiv. Er wurde Mitglied des Reichsbanner Schwarz-Rot-Gold und am Ende der Weimarer Republik war er Mitglied im SPD-Landesvorstandes in Hamburg.
Nach dem Verbot der SPD 1933 beteiligte er sich am Widerstand und nutzte seine selbstständige Tätigkeit für Reisen ins Ausland und Kontakte zur Unterstützung der illegalen Parteiarbeit. Im März 1938 wurde er bei der Übernahme von illegalem Material von der Gestapo verhaftet und im August vom Volksgerichtshof wegen Vorbereitung zum Hochverrat zu einem 1 Jahr und 3 Monaten Gefängnis verurteilt. Nach der Gefängniszeit wurde er im Anschluss im KZ Sachsenhausen eingesperrt und verstarb dort am 21. August 1940 nach Mitteilung der SS an „Lungenentzündung, Herzschwäche und Darmkatarrh“.
Seit 1985 gibt es in Hamburg-Alsterdorf den Wilhelm-Bock-Weg, der nach ihm benannt wurde. Stolpersteine wurden 2009 vor seinem letzten Wohnsitz im Hegestieg 14 in Eppendorf und 2010 vor dem Kurt-Schumacher-Haus im Stadtteil St. Georg verlegt.